# Артёмов, Пётр Михайлович
Пётр Михайлович Артёмов (1919—1991) — полковник Советской Армии, участник Советско-финской и Великой Отечественной войн, Герой Советского Союза (1945).

## Биография
Пётр Артёмов родился 29 сентября 1919 года в деревне Игнатовская (Шильскова) Тихмангской волости Вытегорского уезда Олонецкой губернии (ныне территория Ухотского муниципального образования Каргопольского района Архангельской области) в крестьянской семье. Окончил Тихмангскую семилетнюю школу в соседней деревне Патровская в 1935 году и два курса Архангельского техникума связи в 1937 году, после чего работал в угольном тресте в городе Кизел Пермской области.
В 1939 году Артёмов был призван на службу в Рабоче-крестьянскую Красную Армию. Принимал участие в советско-финской войне и операции по присоединению к СССР Бессарабии и Северной Буковины. В 1941 году Артёмов окончил военное пехотное училище в Одессе.
С июня 1941 года — на фронтах Великой Отечественной войны. К июлю 1944 года капитан Артёмов командовал батальоном 498-го стрелкового полка 132-й стрелкового дивизии 47-й армии 1-го Белорусского фронта. Отличился в боях при прорыве линии обороны немецких войск западнее города Ковель Волынской области. Батальон Артёмова первым преодолел траншеи противника, уничтожил артиллерийскую батарею, 4 тяжёлых и 7 лёгких пулемётов, и около 60 немецких солдат и офицеров. 20 июля 1944 года батальон перерезал железную дорогу Хелм-Брест, выйдя в тыл противника и захватив большие трофеи.
Указом Президиума Верховного Совета СССР от 24 марта 1945 года за умелое командование батальоном, мужество и героизм, проявленные при форсировании Западного Буга и в боях на территории Польши, Артёмову Петру Михайловичу присвоено звание Героя Советского Союза с вручением ордена Ленина и медали «Золотая Звезда».
В сентябре 1944 года во время боев на подступах к Варшаве Артёмов был тяжело ранен и эвакуирован в тыловой госпиталь. Больше участия в боевых действиях не принимал.
После окончания войны продолжил службу в Советской Армии. В 1945 году окончил курсы «Выстрел», в 1952 году — Военную академию имени Фрунзе. В 1954 году в звании полковника Артёмов был уволен в запас.
Первые годы жил в городе Уральск. Работал заместителем директора драматического театра (1954 – 1956), диспетчером в Актюбинском Главвторчермете (1956 – 1957). В 1957 году переехал в город Кзыл-Орда Казахской ССР, работал начальником отделения и начальником управления Вторчермета, с 1972 года - военруком в ГПТУ № 69.
Жил в городе Кзыл-Орда (ныне Кызылорда, Республика Казахстан). Скончался в 31 октября 1991 года.

## Награды
- Герой Советского Союза с вручением ордена Ленина и медали «Золотая Звезда».
- Был также награждён орденами Красного Знамени, Александра Невского, Отечественной войны 1-й степени, а также рядом медалей.
- В честь названа улица в городе Кызылорда Республики Казахстан.